# Edd Kalehoff
Edward Woodley, dit Edd Kalehoff, est un compositeur de musique de film américain né en 1946.

## Filmographie
- 1971 : Temples of Time
- 1971 : Pigeons (The Sidelong Glances of a Pigeon Kicker)
- 1973 : Girl In My Life (série télévisée)
- 1974 : Tattletales (série télévisée)
- 1982 : Tuesday Night Fights (série télévisée)
- 1982 : Child's Play (série télévisée)
- 1984 : Trivia Trap (série télévisée)
- 1986 : Double Dare (série télévisée)
- 1987 : Super Sloppy Double Dare (série télévisée)
- 1987 : Finders Keepers (jeu TV)
- 1988 : Family Double Dare (série télévisée)
- 1989 : Family Double Dare (série télévisée)
- 1989 : Think Fast (série télévisée)
- 1989 : Make the Grade (série télévisée)
- 1993 : The Price Is Right[1] (série télévisée)
- 2000 : 2 Minute Drill (série télévisée)
- 2000 : History IQ (série télévisée)